# Ferran el Catòlic
Ferran el Catòlic (Sos, Regne d'Aragó, 10 de març de 1452 - Madrigalejo, Regne de Castella, 23 de gener de 1516) fou un dels Reis Catòlics, juntament amb Isabel de Castella. Dit també II d'Aragó, València, Mallorca i Barcelona, III de Sicília, V de Castella i I de Navarra  per ser rei d'aquests regnes. Ostentà els títols de comte de Ribagorça (1458 - 1469), duc de Montblanc (1458-1479), príncep de Girona (1461 - 1479), rei de Sicília (1468 - 1516), rei d'Aragó, de València, de Mallorca i comte de Barcelona (1479- 1516), rei de Castella (1474 - 1504), de Sardenya (1479 - 1516), de Nàpols (1504 - 1516), regent de Castella (1507 - 1516) i rei de Navarra (1512 - 1515).

## Orígens familiars
Era fill del rei Joan II d'Aragó i de la seva segona esposa, Joana Enríquez i, per tant, germanastre de l'infant Carles de Viana. Fou reconegut hereu l'any següent a la mort del seu germanastre, el 1461, rebent els títols de príncep de Girona i duc de Montblanc, i va ser nomenat lloctinent de Catalunya l'any 1462 i, en 1468 rei de Sicília.
El seu pare, en ascendir al tron d'Aragó el 1458, li concedí el comtat de Ribagorça, que romangué en el seu poder fins al 1469, any en què Joan II el concedí al seu fill natural Alfons d'Aragó, duc de Vilafermosa.

## Núpcies i descendents
Fora del matrimoni, tingué els següents fills:
- Amb la seva amistançada Aldonça Roig d'Ivorra va tenir Alfons d'Aragó (1470-1520), que fou arquebisbe de Saragossa.[1]

- En una visita a Tàrrega el 1473, també tingué una relació fugaç amb Joana Nicolau, de la qual va néixer una filla, Joana d'Aragó, qui acabà maridant amb el gran conestable de Castella don Bernardino Fernández de Velasco, duc de Frías.

- Amb Toda de Larrea tingué Maria d'Aragó (Àlaba 1476 - 1530), qui fou abadessa agustina al convent de Madrigal de las Altas Torres.

Del seu matrimoni amb la reina Isabel I de Castella el 1469 en nasqueren 5 fills:
- la infanta Isabel d'Aragó i de Castella (1470-1498), casada amb el príncep Alfons de Portugal i el 1497 amb Manuel I de Portugal.
- l'infant Joan d'Aragó i de Castella (1478-1497), hereu del tron i casat el 1497 amb Margarida d'Àustria, duquessa de Borgonya i filla de Maximilià I d'Àustria.
- la infanta Joana d'Aragó i de Castella (1479-1555), reina de Castella, casada el 1496 amb Felip el Bell.
- la infanta Maria d'Aragó i de Castella (1482-1517), casada el 1500 amb Manuel I de Portugal.
- la infanta Caterina d'Aragó i de Castella (1485-1536), casada en primeres núpcies el 1501 amb l'hereu al tron anglès Artur de Gal·les i en segones núpcies el 1509 amb el seu germà Enric VIII d'Anglaterra.

Del seu matrimoni amb Germana de Foix, neboda del rei Lluís XII de França, el 1501, nasqué l'any 1509 un fill, el príncep Joan d'Aragó i de Foix, que morí a les poques hores de néixer.

## El triomf de Ferran II d'Aragó a Castella: la Guerra de Successió Castellana
El 1468 fou nomenat rei de Sicília pel seu pare, i al morir el seu cosí, l'infant Alfons de Castella (1468) i en ser reconeguda la infanta Isabel de Castella, la seva cosina i germanastra d'Enric IV de Castella, com a hereva de Castella, Joan II d'Aragó va posar tota la seva habilitat per aconseguir el matrimoni de Ferran amb la princesa castellana, que es va realitzar 19 d'octubre de 1469 a la catedral de Valladolid, Castella. La mort d'Enric IV el 1474 va provocar una Guerra civil a Castella entre els partidaris d'Isabel, neboda del rei, i els de Joana la Beltraneja, la seva filla. Ferran aconseguí els favors de la noblesa castellana i el proclamaren corregent de Castella amb tots els mateixos drets que Isabel gràcies a la Concòrdia de Segòvia (1475). Ferran va participar llavors d'una manera definitiva en la direcció militar de les tropes enfrontades a les de Joana la Beltraneja, que només tingueren el suport del seu marit, Alfons V de Portugal. El 1479, pel Tractat d'Alcaçovas, Joana va renunciar al tron en favor d'Isabel i es va recloure en un convent a Coïmbra. El mateix any, Ferran va succeir el seu pare com a comte de Barcelona i rei d'Aragó.

## La fi de la Guerra Civil Catalana i l'entrada de Catalunya en la modernitat

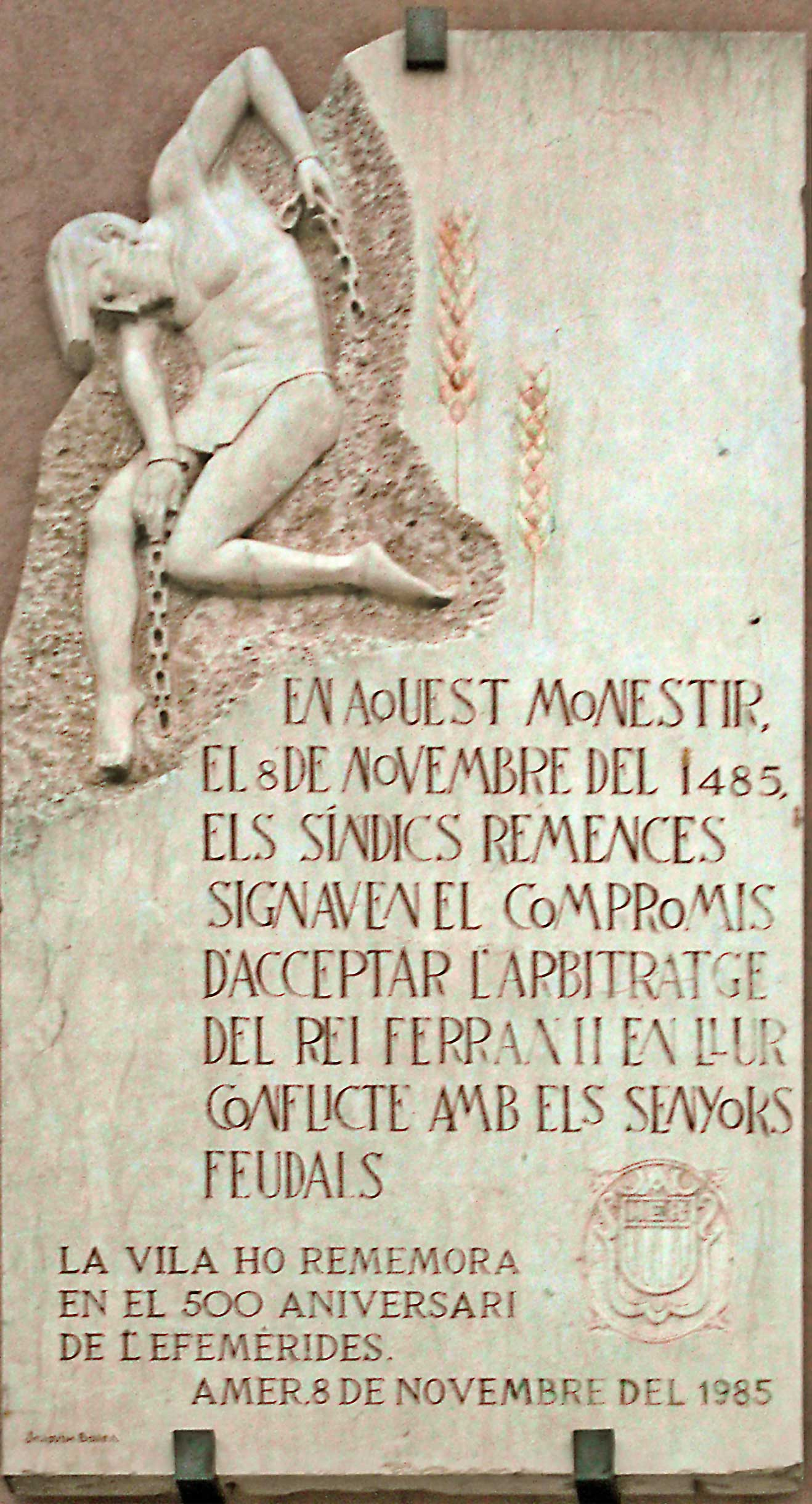
500 aniversari del compromís remença d'acceptar la Sentència Arbitral que dictés Ferran II d'Aragó «el Catòlic» i que els alliberà dels mals usos (monestir d'Amer)

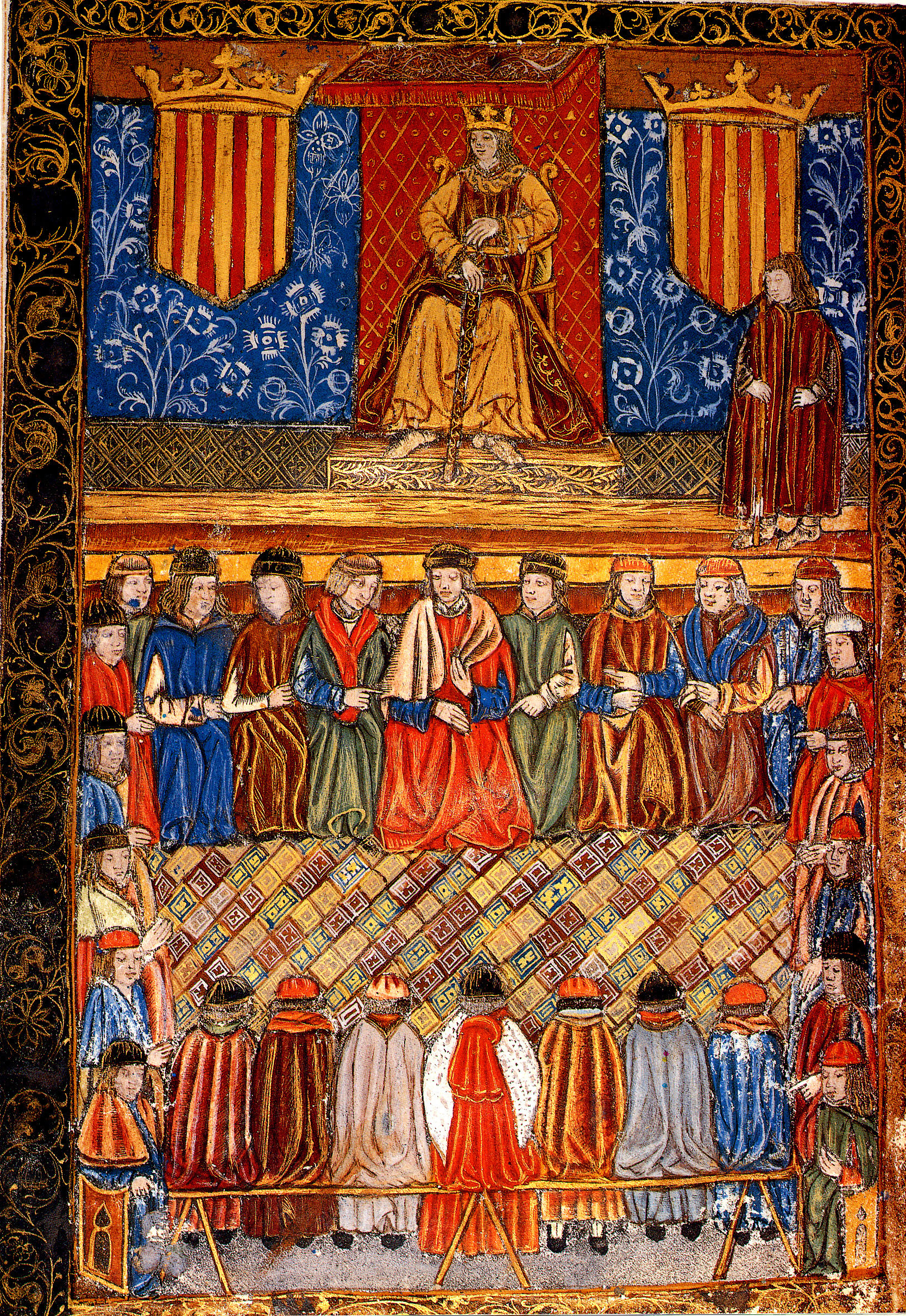
Jaume I, el Conqueridor, o Ferran II d'Aragó «el Catòlic» presidint les Corts Catalanes. Frontis d'una edició de 1495 de les Constitucions catalanes (imprés a Barcelona per Pere Miquel i Diego de Gumiel, impressors. Arxiu de la Corona d'Aragó).

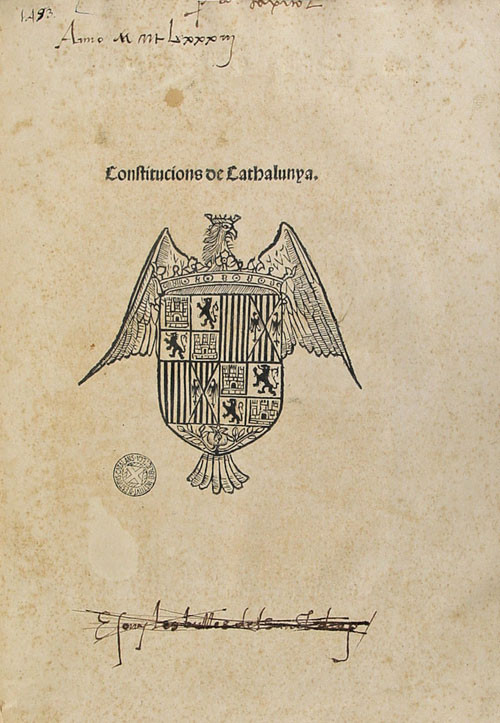
Compilació de les Constitucions de Catalunya acordada en les Corts de Barcelona (1493) i publicada el 1494

El regnat de Joan II va estar marcat per les desavinences amb el seu fill Carles i les repercussions polítiques que se'n derivaren –com la divisió dels navarresos en beaumontesos, partidaris de Carles, i agramontesos, favorables a Joan II– van fer esclatar la guerra civil navarresa, la qual va acabar amb la derrota de Carles, que va ser apressat i desheretat. Els catalans es van sollevar i van obligar Joan II a alliberar Carles, reconèixer-lo com a hereu i lliurar-li el govern de Catalunya com a lloctinent. Però poc després (el 1461) Carles va morir a Barcelona de mort natural, encara que no faltaren els rumors que apuntaven com a causa de la mort un verí que li hauria subministrat la seva madrastra. La mort del Príncep de Viana i les intrigues de la reina ocasionaren una nova guerra civil que va enfrontar el monarca amb Catalunya per espai de dotze anys i en la qual Joan II va cercar el suport del rei Lluís XI de França a canvi d'entregar-li el Rosselló i la Cerdanya. Durant aquesta guerra, Ferran, que hi va participar activament, es va familiaritzar amb l'administració de l'Estat a instàncies de Joan II d'Aragó. Finalment el rei va poder arribar a un acord de pau i entrar a Barcelona, on va confirmar els privilegis de Catalunya i va jurar respectar-los.

### Corts de Barcelona de 1480: La consolidació del Pactisme i la Constitució de l'Observança
En començar el seu regnat, Ferran el Catòlic va consolidar el pactisme a través de la Constitució de l'Observança aprovada a les Corts de Barcelona de 1480-1481, que establia el principi de submissió del poder reial a les lleis de Catalunya i definia la Diputació del General (Generalitat de Catalunya) i la Reial Audiència de Catalunya com a organismes encarregats de vetllar per l'ordre constitucional del país. Així es va forjar de manera definitiva el sistema polític modern del Principat de Catalunya que va ser la base del règim constitucional català vigent fins a la imposició de l'absolutisme borbònic amb els Decrets de Nova Planta (1716).

### L'alliberament dels pagesos de remença
La Sentència Arbitral de Guadalupe és una disposició adoptada per Ferran II al Monestir de Santa Maria de Guadalupe (Extremadura) el 21 d'abril de 1486. El seu objectiu era donar solució als conflictes entre els pagesos de remença i els seus senyors, conflictes que havien motivat les dues Guerres dels remences. Les negociacions per la redacció de la Sentència foren molt dures i en alguns moments perillà que arribessin a bon terme. Sembla que el mateix monarca tingué una intervenció directa i molt eficaç, almenys en el terreny econòmic. Finalment Ferran II d'Aragó «el Catòlic» dictà la Sentència Arbitral de Guadalupe que possibilità la fi dels mals usos a canvi d'un pagament (no tan sols en el mal ús remença), i postergà el conflicte que havia durat més de quatre segles entre senyors i pagesos.
A canvi d'un pagament de 60 sous per mas s'abolia el dret a maltractar i molts altres abusos senyorials menors. Els pagesos van conservar el domini útil del mas, però havien de fer homenatge al senyor i pagar drets emfitèutics i feudals, tot i que de quantitats irrisòries, més per a marcar de qui era qui tenia el domini directe que no pas per a benefici econòmic. Així doncs, l'abolició del sistema feudal pel qual lluitaven els pagesos es va transformar tan sols en la possibilitat de redimir-se dels mals usos, les "consuetuds iniqües", tal com la gent d'aleshores ho anomenava. Firmaren per la part remença el ja esmentat noble Francesc de Verntallat i 18 síndics, d'entre ells Llorenç Espígol de Sant Feliu de Pallerols. La política de Ferran II d'Aragó «el Catòlic» suposà l'inici d'una nova etapa pel camp català: la de la lliure contractació emfitèutica, que havia de produir la prosperitat del camp de Catalunya. Els pagesos catalans varen posseir, ja al segle xv, una llibertat personal que a la resta de la península Ibèrica i d'Europa, en molts casos, no aconseguirien fins al segle xviii i xix.

### Recuperació dels comtats de Rosselló i Cerdanya
Durant la Guerra civil catalana, i per tal d'aconseguir l'ajuda de Lluís XI de França, Joan II va signar el 1462 el Tractat de Baiona pel qual empenyorava al rei de França els comtats de Rosselló i Cerdanya a canvi de rebre'n armes i diners. El 1463 Lluís XI ocupà els comtats, on, a partir de 1472, quan la guerra s'havia acabat a la resta de Catalunya, començà a estendre's la revolta contra els francesos; l'1 de febrer de 1473, Joan II entrà amb un exèrcit a Perpinyà i s'hi tancà mentre la guarnició francesa es retirava al castell reial i un nou exèrcit de Lluís XI tornava a assetjar Perpinyà; després d'una treva acordada el 24 de juny, s'arribà al Tractat de Perpinyà, pel qual els comtats esdevenien un territori neutral; ara bé, Lluís XI incomplí el tractat i el 1474 ocupà Elna i feu executar el governador Bernat d'Oms i de Santapau al castell de Perpinyà. El 10 de maig de 1475, després de patir vuit mesos de setge, els perpinyanesos acceptaren l'ordre de Joan II de rendir-se als francesos; per haver resistit aquest llarg i penós setge, Joan II concedí a Perpinyà el títol de Fidelíssima Vila. La repressió francesa fou molt dura i hi hagué revoltes contra els ocupants com la de 1477.
Aquesta dominació francesa finalitzà amb el Tractat de Barcelona (1493), amb el qual Carles VIII de França acceptà restituir els comtats a Ferran II el Catòlic. Durant el segle xvi, els comtats de Rosselló i Cerdanya es veieren afectats per les contínues guerres entre la Monarquia Hispànica i França. El 1520, un exèrcit francès s'apoderà de la Tor de Querol i arribà a Puigcerdà; el 1542, Perpinyà fou defensada per Fernando Álvarez de Toledo y Pimentel, duc d'Alba, contra el setge dirigit per Enric, delfí de França. Els francesos feren un nou intent d'annexió el 1595. Arran d'aquesta inseguretat, Carles I i Felip II reforçaren les fortificacions de Perpinyà i convertiren l'antic Palau dels Reis de Mallorca en una ciutadella.

### Corts de Barcelona de 1493: reforma de les institucions polítiques de Catalunya
Després de molts anys d'absència al Principat de Catalunya, el rei Ferran, acompanyat de la seva esposa Isabel I de Castella, va entrar a la capital el 22 d'octubre del 1492. Passat mes i mig, el 7 de desembre, va ser víctima d'un intent d'assassinat per part del pagès Joan de Canyamars quan sortia del Palau Reial Major, on havia mantingut una reunió amb els síndics camperols encarregats de l'aplicació de la Sentència de Guadalupe. A les Corts de Barcelona (1493) s'instaurà el sistema d'insaculació com a sistema d'elecció de les magistratures polítiques de Catalunya. El sistema es basava en el sorteig dels possibles candidats, els noms dels quals -establerts prèviament- eren ficats en un sac (insaculats) i eren trets a l'atzar, sovint per un infant de menys de 7 anys. El sistema instaurat en l'edat moderna venia a substituir l'antic sistema medieval de cooptació i fou l'utilitzat per a l'elecció de càrrecs en els governs municipals, en les confraries o gremis, en els consolats i en la Diputació del General del Principat de Catalunya. En el cas de la Generalitat de Catalunya, s'instaurà a les Corts de Barcelona (1493); la llista dels noms dels insaculats figurava registrada al Llibre de l'Ànima. El nombre d'insaculats que es va fixar va ser:
- 66 membres del braç eclesiàstic.
- 250 del braç militar organitzat per vegueries.
- 206 del braç reial de les ciutats i viles de Barcelona, Lleida, Perpinyà, Girona, Tortosa, Vic, Puigcerdà, Cervera, Besalú i Torroella de Montgrí. El 1524 s'afegiren Manresa i Balaguer. El 1654, per un decret signat pel rei Felip III d'Aragó, els oficis de la Generalitat de Catalunya també passen a ser insaculats.

### Redreç econòmic i recuperació demogràfica catalana
La política econòmica de Ferran el Catòlic va afavorir el redreçament del Principat de Catalunya després de la greu crisi de la baixa edat mitjana i els efectes de la guerra civil catalana. En aquest sentit va dictaminar mesures proteccionistes per a facilitar la recuperació de les manufactures catalanes, com per exemple la reserva del mercat sicilià destinada als productes tèxtils catalans i la limitació de l'exportació de la llana, i els florins foren batuts fins que foren substituts pel ducat. Les reformes de Ferran el Catòlic acabaren amb la crisi social agrària, sanejaren la moneda, reduïren el dèficit públic de les institucions catalanes, afavoriren la indústria manufacturera i enfortiren el comerç; tot plegat contribuí al fet que, a finals del segle xv, l'economia catalana experimentés un notable recobrament que fou seguit per un augment demogràfic.

## La Monarquia Catòlica: una monarquia composta

### Unió dinàstica de Corones

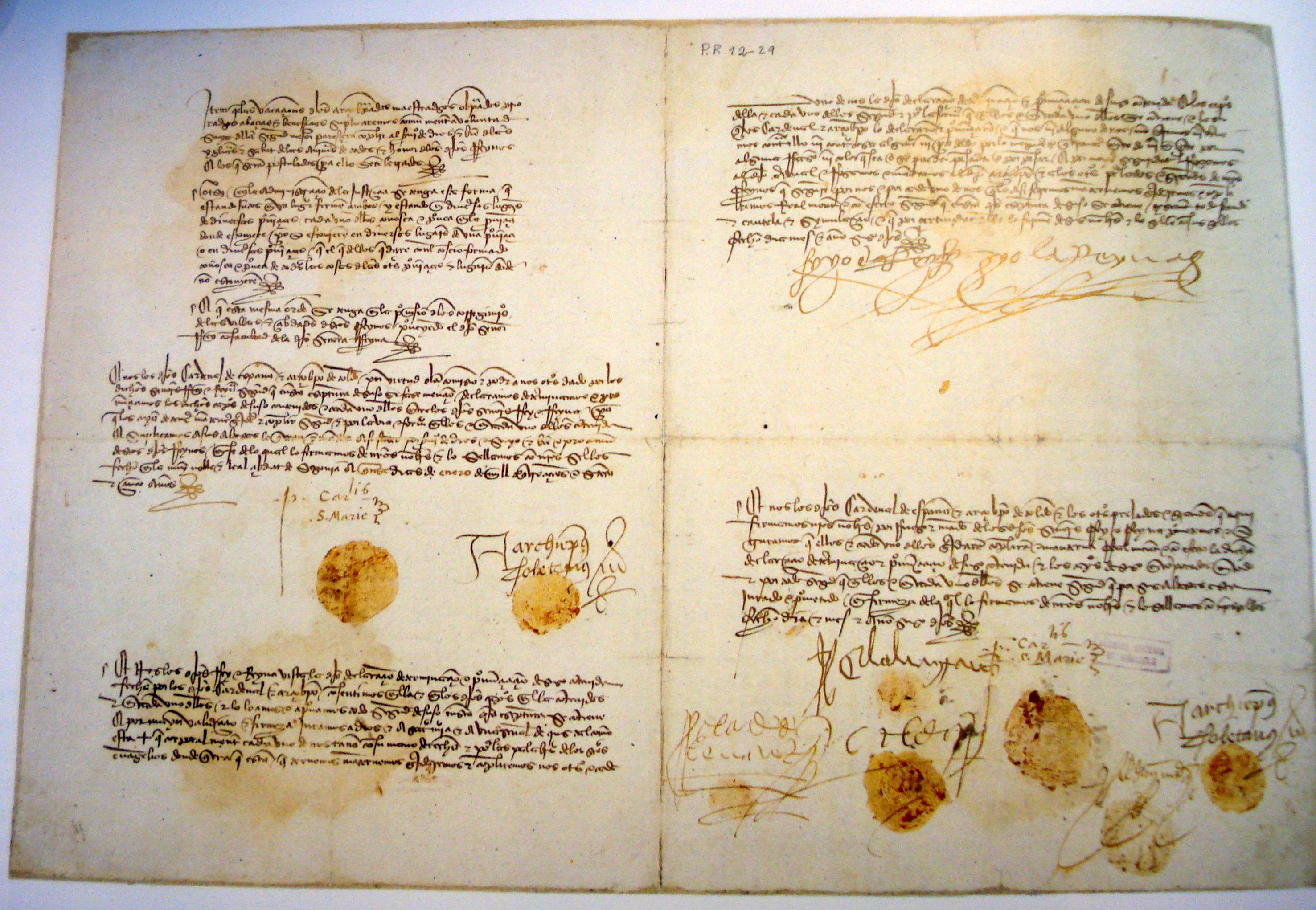
Concòrdia de Segòvia o Sentencia arbitral de Segovia
(15 de gener del 1475) per la qual els infants Ferran II d'Aragó i Isabel I de Castella acordaren les competències pel futur govern formant una monarquia composta on cadascun dels estats preservaria la seva sobirania, independència, lleis, costums i llengua. (Arxiu General de Simancas)

Escut d'armes de Ferran el Catòlic i la seva muller amb el lema Tanto Monta..., l'àguila de Sant Joan Evangelista, el jou, les sagetes i el nus gordià

El matrimoni dels Reis Catòlics (Isabel I de Castella i Ferran II d'Aragó) va unir les seves corones després que Isabel hagués ascendit al tron per la victòria sobre Joana la Beltraneja a la guerra civil castellana. Tanmateix, cada regne va mantenir la seva pròpia administració. En competència amb Portugal, Castella havia intervingut a l'Atlàntic, en allò que seria el començament del seu imperi extra-peninsular, quan Enric III de Castella començà la colonització de les Illes Canàries el 1402 en enviar-hi l'explorador francès Jean de Béthencourt. Mentrestant, exploradors portuguesos com Gonçalo Velho Cabral havien colonitzat les Açores, Cap Verd i l'arxipèlag de Madeira. El tractat d'Alcaçovas de 1479, que va portar la pau a la guerra civil castellana, separà les zones d'influència de cada país a l'Àfrica i a l'Atlàntic. El text reservava per a Portugal les terres africanes situades per dessota del cap Verd, i concedia a Castella la sobirania de les Illes Canàries; el regne wattàssida es repartia. La butlla papal Aeterni Regis del 1481 garantiria a Portugal tota la costa africana al sud de les Canàries. Ferran va col·laborar activament amb Isabel en el govern de Castella, encarregant-se personalment de la política exterior, al mateix temps que es reservava per a si mateix els assumptes relatius a la Corona d'Aragó. Així doncs va dictar les primeres mesures d'ordenament intern del regne gràcies a la figura del corregidor (1480); el 1481 es va reorganitzar la hisenda reial. Ferran II va introduir a Castella les institucions aragoneses, com el Consolat de Mar, i els gremis, i afavorí així el desenvolupament econòmic de Castella, sobretot en el comerç de la llana.

### Organització institucional de la Monarquia Catòlica
La Concòrdia de Segòvia o Acuerdo de Gobernación del Reino és el tractat que dona naixement a la Monarquia Catòlica i pel qual s'uniren la Corona de Castella i la Corona d'Aragó. Fou firmat el 15 de gener de 1475 per Ferran II d'Aragó i Isabel I de Castella a la ciutat de Segòvia. El Consell d'Aragó o Consell Suprem d'Aragó, procedent del Consell Reial o curia regia, fou l'òrgan de la monarquia encarregat dels afers dels regnes de la Corona d'Aragó. S'establí el 14 de novembre de 1494. El Consell de Castella, oficialment i en castellà com a Real y Supremo Consejo de Castilla (Real i Suprem Consell de Castella), era la columna vertebral i principal centre de poder de l'estructura de govern de la Monarquia Hispànica durant l'edat moderna (segles XVI al XIX), època que es coneix com a règim polisinodial, és a dir, amb multiplicitat de Consells.

### Expulsió dels jueus i conversió dels moriscos
En l'aspecte religiós, va adoptar el programa de la seva dona, que va assentar les bases ideològiques de l'esperit de la croada i la uniformitat religiosa. Així es van promulgar els decrets d'expulsió dels jueus el 1492 (Decret de l'Alhambra) i de conversió forçosa dels moriscos granadins el 1503, tot i que aquests havien vist garantits els seus drets de llibertat de culte en la capitulació de Granada. Per tot això, el 1496 rebé del papa Alexandre VI el títol de Catòlic com a prototipus de governant modern, títol que s'aplicà també a Isabel I com a consort.

### El títol de «Rei Catòlic» i la inexistència del títol del «rei d'Espanya»
El títol de «Rei Catòlic» tenia molta tradició entre els reis d'Aragó i comtes de Barcelona. Aquesta mateixa distinció ja li havia estat atorgada pel Papa al pare de Jaume el Conqueridor, el rei Pere el Catòlic (1178-1213); novament els papes de Roma li concediren a Jaume el Just el 1295 els títols personals de «Senyaler, Almirall i Capità General de l'Església Catòlica Romana». I novament, li fou concedit de forma personal a Ferran II d'Aragó, i a la seva muller, pel Sant Pare valencià Alexandre VI en la butlla Si convenit expedida el 19 de desembre del 1496 i redactada després d'un debat en el Col·legi Cardenalici (2 de desembre, amb el consell directe de tres dels cardenals - Oliverio Caraffa de Nàpols, Francisco Piccolomini de Siena, i Jorge de Costa de Lisboa -) en què per primera vegada van rebre el nom de rei i reina de les Espanyes, en plural per destacar que es tractava d'una monarquia composta per diversos estats, i en el qual es varen descartar altres possibles títols (defensors o protectors). Les raons que el text de la butlla invoca per a la concessió del títol són:
- L'alliberament dels Estats Pontificis i del feu papal del Regne de Nàpols, envaïts pel rei Carles VIII de França.
- Les virtuts personals dels dos Reis manifestades en la pacificació i enfortiment dels seus regnes.
- La conquesta del regne de Granada de mans de l'Islam.
- L'expulsió dels jueus que no hagin acceptat o acceptessin el baptisme el 1492.
- Pels esforços realitzats per ambdós monarques a intentar tirar endavant la croada contra l'Imperi Turc, i la promesa de fer-la.

En la butlla Pacificus et aeternum de l'1 d'abril del 1517 el Sant Pare Lleó X va concedir el mateix títol de«Rei Catòlic» al rei Carles I de Castella i d'Aragó amb el que li legitimava el títol reial assumit fins aleshores per Carles de forma il·legal. Però després Carles va assumir el títol més important d'Emperador del Sacre Imperi. Després de l'abdicació de l'emperador Carles V, els territoris del seu fill Felip II abastaven territoris a Europa, per tant, aquesta monarquia no era estrictament hispànica, mentre que incloïa altres nacions com la italiana o la borgonyona. Així doncs, la designació del sobirà com a monarca Catòlic no procedeix únicament del títol atorgat als Reis Catòlics, sinó de també per identificar d'una manera comuna i vàlida a totes les nacions que formaven part de la mateixa Monarquia Catòlica.
Felip II doncs va recuperar el títol de «Rei Catòlic» i els seus successors també el van seguir utilitzant, ja que així s'evitaven cometre un error de dret, perquè no existia jurídicament un regne d'Espanya. D'aquesta manera el títol de «Rei Catòlic» va evitar ferir la identitat nacional dels súbdits dels seus diferents estats que formaven part de la Monarquia Catòlica. Al llarg del segle xvii, havent fixat els monarques la seva residència permanent a Espanya (geografia), la Monarquia Catòlica fou denominada de manera progressiva com a Monarquia d'Espanya.

## Conquesta de Granada
El 1481 els Reis Catòlics van iniciar la Conquesta del Regne de Granada (1481-1492). Amb les dificultats de la guerra Ferran II va deixar entreveure clarament els seus dots diplomàtics i militars, prenent Màlaga el 1487 i Almeria el 1489. La Guerra va finalitzar amb la Capitulació de Granada el 2 de gener de 1492.
La Conquesta de Granada, l'últim reducte musulmà a Europa occidental, va atorgar als Reis un prestigi que els va ajudar a consolidar la seva autoritat. Als regnes de la Corona d'Aragó, Ferran II no va modificar el sistema polític tradicional (que dificultava la concentració de poder a mans del rei i que l'obligava a pactar sovint amb les Corts). Així mateix va resoldre els problemes dels remences gràcies a l'abolició dels mals usos, i va consolidar els contractes d'emfiteusi, gràcies a la Sentència Arbitral de Guadalupe (1486).

## Conquesta de Nàpols
A partir de 1492 Ferran va concentrar la seva activitat en la tradicional expansió aragonesa vers Orient, principalment Itàlia i el nord d'Àfrica. Mitjançant el Tractat de Barcelona de 1493 va recuperar el Rosselló i la Cerdanya, en mans franceses des de 1463. A Itàlia, per oposar-se a l'intent de Carles VIII de França d'annexionar-se el Regne de Nàpols, organitza la Lliga Santa el 1495. Així, amb les campanyes militars dirigides per Gonzalo Fernández de Córdoba, el Gran Capità va expulsar els angevins del Regne de Nàpols el 1504 i va incorporar-lo novament a la corona.
Ferran II d'Aragó i Lluís XII de França signen en 1500 un tractat reservat (el Tractat de Granada) repartint-se el Regne de Nàpols, adjudicant-se el francès les províncies de Gaeta i el Abruços, amb els títols de rei de Nàpols i de Jerusalem, i Ferran la resta, amb el títol de duc de la Pulla i de Calàbria. Coincideix l'acord reservat amb una petició de suport de Venècia, ja que la seva plaça a Modon (Grècia) estava essent atacada pels turcs. Per part espanyola es prepara a Màlaga una armada de 60 veles que transportava 8.000 homes d'infanteria i cavalleria, que mana Gonzalo Fernández de Córdoba com a capità general de mar i terra. Després d'una penosa travessia en què va escassejar l'aigua i van morir alguns homes i molts cavallers, arriben les naus a Messina. A Messina s'uneixen a l'expedició uns 2.000 soldats espanyols que s'havien quedat en Itàlia a l'expedició anterior, i diverses naus biscaïnes, entre les quals és de suposar que estava la de Pere Navarro. El 27 de setembre es fan a la mar, arriben el 2 d'octubre a temps per socórrer Candia. S'uneix a l'expedició la flota veneciana i dues carraques franceses amb 800 homes. Pacten prendre Cefalònia, cosa que fan després de 40 dies. Tornen a Sicília amb moltes penalitats i alguns motins degut a les penúries.
El 1501 el Papa fa públic l'acord secret entre França i Espanya. Els francesos ocupen la seva part amb 20.000 homes, i només troben resistència a Càpua. Ferran ordena al Gran Capità ocupar la seva part, però a Tàrent troba resistència al seu avanç. La plaça està ben fortificada i defensada, per la qual cosa s'estableix el setge terrestre i el bloqueig naval, i Juan de Lezcano apressa una nau amb artilleria i municions per la plaça. Davant la impossibilitat de fer-ho per mar, degut a les fortes defenses, es passen per terra 20 caravel·les a la badia interior de Tàrent, i s'ataca a la plaça per on no té defenses. Així, el 1502, Tàrent es rendeix al Gran Capità, amb la qual cosa els espanyols i francesos han ocupat cadascú la seva part. De bon començament es produïren disputes entre els espanyols i els francesos pel repartiment de Nàpols, que desemboquen en la reobertura de les hostilitats. La superioritat francesa obliga Fernández de Córdoba a utilitzar el seu enginy com estrateg i concentrar-se en la defensa de les places fortes a l'espera de reforços. El Gran Capità va derrotar en la batalla de Cerinyola l'exèrcit dirigit pel duc de Nemours, que va morir en combat (1503), i es va apoderar de tot el regne. Lluís XII va enviar un nou exèrcit, que va ser igualment vençut a la costa del Grella (28-29 de desembre de 1503), i els francesos van haver de cedir la plaça forta de Gaeta i deixar el camp lliure als espanyols. Acabada la guerra, en 1507 el Gran Capità fou destituït, acusat de malversació de cabals.

## Nord d'Àfrica
Un cop finalitzada la Segona Guerra de Nàpols, el cardenal Cisneros insisteix en la necessitat d'ocupar els ports de Berberia. Contrari a ocupacions a gran escala va restringir-hi les accions, signant amb Manuel I de Portugal el Conveni de Sintra el 1509, que modificava el Tractat de Tordesillas, i pel que es reservava per la Corona de Castella la costa entre Melilla i Vélez de la Gomera, i per Portugal la costa occidental fins a les Illes Canàries, i finançant campanyes africanes entre 1505 i 1510, que van resultar amb la presa de Mers el-Kebir, Orà, Bugia i Trípoli, imposant el protectorat de la Corona de Castella sobre l'Emirat de Tlemcen, i en les Corts de Montsó de 1510 va rebre 500.000 lliures, de les quals, 220.000 lliures aportades pels catalans amb la contrapartida de tenir lliure comerç al nord d'Àfrica.

## Política europea
En la seva lluita contra el domini europeu de França, Ferran va mostrar una gran saviesa diplomàtica d'enllaços matrimonials, mitjançant els quals va permetre integrar Castella a Europa. Així, va casar els seus fills amb reis de Portugal, Àustria, Borgonya i Anglaterra, aïllant França, la qual va fracassar en tots els intents d'intervenció a Itàlia.

## Conquesta de Navarra
Ferran II va aconseguir el suport dels beaumontesos a la Guerra civil de Navarra i després d'aconseguir el suport de la ciutat de Pamplona, va aconseguir posar d'acord les Corts de Navarra perquè el Regne de Navarra s'incorporés al Regne de Castella el 1515. La incorporació a Castella però, només fou de l'Alta Navarra, la part navarresa situada al sud dels Pirineus, mentre la Baixa Navarra continuà amb la seva pròpia línia dinàstica.

## Descobriment d'Amèrica

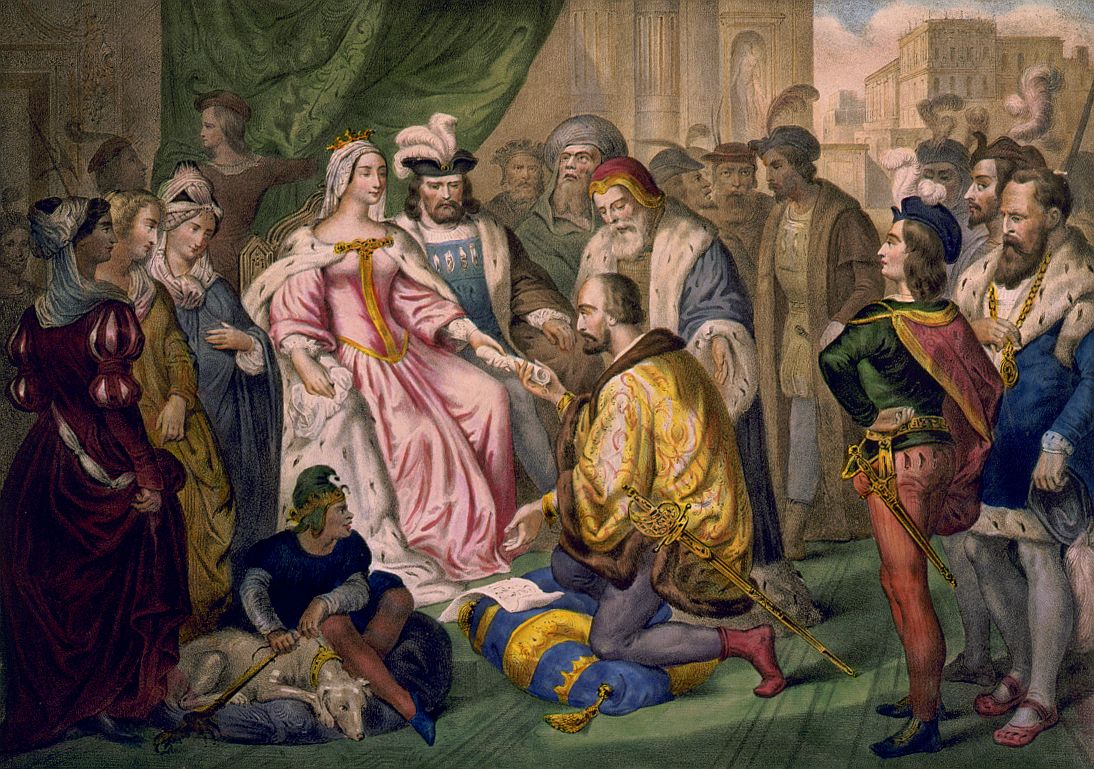
Cristòfol Colom davant els Reis Catòlics a la cort de Barcelona

Mentrestant Cristòfor Colom va iniciar l'expedició que el portaria a descobrir el Nou Món, el continent americà, tot i que Colom es pensà sempre que havia trobat el pas fins a les Índies. Pel Tractat de Tordesillas de 1494, el món més enllà d'Europa es repartia entre les corones de Portugal i Castella per una línia nord-sud de l'oceà Atlàntic. Podria ser que el Rei Ferran hagués prohibit expressament als seus súbdits la colonització d'Amèrica.

## Mort d'Isabel de Castella. Ferran expulsat de Castella
El 1504 a la mort d'Isabel, fou nomenat regent de Castella, però l'oposició de part de la noblesa castellana, que eren partidaris de Felip el Bell, marit de la seva filla Joana I de Castella, provocaren que Ferran II renunciés al poder a Castella per evitar un enfrontament armat, i és expulsat ignominiosament de Castella acusat de "viejo catalanote". Així, malgrat el seu paper a la victòria d'Isabel contra la Beltraneja, malgrat el seu ideal de la unitat del regne, serà vist com un intrús a Castella.

## Recerca d'un successor per a la Corona d'Aragó
Per la concòrdia de Villafáfila de 1506, Ferran II es va retirar a Aragó, sent Joana i Felip proclamats reis de Castella. En virtut del Tractat de Blois de 1505 Ferran es casà de nou amb Germana de Foix, amb l'esperança que li donés un hereu al tron aragonès, però l'infant nascut Joan d'Aragó va morir poc després. A la mort de Felip el Bell, i davant la incapacitat de la seva filla per regnar, va acceptar de nou la regència castellana. No obstant això, es va centrar en les qüestions aragoneses d'Itàlia, formant part així en la Lliga de Cambrai contra Venècia el 1511 i va deixar el govern de Castella en mans del Cardenal Cisneros.

## Testament
La mort el va sorprendre el 23 de gener de 1516 a Madrigalejo, província actual de Càceres. En el seu últim testament, datat el 22 de gener, va declarar hereva dels seus dominis la seva filla Joana, però que per la seva incapacitat per a regnar, seria al seu net, Carles de Gant, futur Carles I, qui governaria "para que en nombre de la dicha Serenísima Reyna, su madre, los gobierne, conserve, rija y administre". Fins a l'arribada de Carles a la península, va nomenar el seu fill natural Alfons d'Aragó, arquebisbe de Saragossa, regent dels regnes de la Corona d'Aragó i al Cardenal Cisneros, regent de Castella.
| « | Un segle després del compromís de Casp, la corona que havia senyorejat la Mediterrània durant dos segles patia un segon canvi dinàstic, amb l'entrada dels Habsburg (que passaren a anomenar-se Àustries), que a més heretaven la unió iniciada per Isabel de Castella i Ferran d'Aragó. D'aquesta manera, Catalunya es convertia en un apèndix de l'enorme imperi espanyol, que continuaria creixent al llarg del segle xvi i que encaixaria com un guant amb la nova forma política dominat a l'època, l'absolutisme, una manera de governar contrària al parlamentarisme que havia estat tradicional a la monarquia catalanoaragonesa. Els esforços d'un dels reis amb més tremp que va tenir mai Aragó i un dels seus governants més intel·ligents i hàbils, no van servir de res davant bo d'implacable curs del destí. Ferran II significa el final, amb més glòria que pena, d'una de les etapes més brillants de la nostra història. | » |

Avui dia Ferran II està enterrat a la Catedral de Granada al costat de la seva esposa, de la seva filla Joana i el marit d'aquesta així com d'un dels seus nets, Miquel da Paz.

## Heràldica de Ferran II d'Aragó

La trajectòria política de Ferran II d'Aragó tingué la seva plasmació en la seva heràldica personal, que anà variant al llarg de les diferents etapes de la seva vida:

Escut d'armes (1474-1492)
Armes (1474-1492)
Armes (1492-1504)
Armes (1504-1513)
Armes (1513-1516)

Escut com a senyor de Biscaia

## Títols i successors
- A juliol del 1469: Nos, don ferrando, per la gracia de Deu Rey de Sicilia, ab lo Sereníssim Senyor Rey, nostre pare colendissimo en lo dit Regne de Sicilia conregents, e conregnants en tots sos Regnes e terres, primogenit, gobernador e lochtinent general, princep de Gerona, Duch de monblanch, Comte de Rippagorca e Senyor de la Ciutat de balaguer.[28]

- A març del 1503: Nos Ferdinandus Dei gratia Rex Castella, Aragonum, Legionis, Sicilie, Granate, Toleti, Valencie, Gallecie, Maioricarum, Hispalis, Sardinie, Cardube, Corsice, Murcie, Giennis, Algarbii, Algezire, Gibraltaris ac insulum Canarie, Comes Barchinone, Dominus Vizcaye et Moline, Dux Calabrie et Appulie, Athenarum & Neopatrie, Comes Rossilionis et Ceritanie, Marchio Oristani et Gociani[29]

- A juny del 1513: Don Fernando, por la gracia de Dios, Rey de Aragón, de Navarra é de las Dos Secilias é de Jerusalem, de Valencia, de Mallorcas, de Cerdeña, de Córcega, Conde de Barcelona, Señor de las Indias del mar Océano, Duque de Atenas é de Neopatria, Conde de Ruysellon é de Cerdania, Marqués de Oristan é de Gociano[30]

| Ferran el Catòlic Dinastia TrastàmaraNaixement: Sos del Rey Católico 10 de maig de 1452 Mort: Madrigalejo 22 de gener de 1516 | |                                                              |
| Títols | |                                                              |
| — Territori conquerit: — Guerra de Successió Castellana (La Concòrdia de Segòvia -1475- estipula la unió dinàstica de la Corona de Castella i la Corona d'Aragó formant la Monarquia Catòlica Tractat d'Alcaçovas -1479-) — Destronat — Joana la Beltraneja | Rei de Castella (Llista de reis de Castella) - Corona de Castella - Regne de Castella, Regne de Lleó, Regne de Granada, Regne de Toledo, Regne de Galícia, Regne de Sevilla, Regne de Còrdova, Regne de Múrcia, Regne de Jaén, Regne de l'Algarve, Regne d'Algesires, Regne de Gibraltar, Regne de les Illes Canàries, Senyoriu de Biscaia i Senyoria de Molina (1474-1504) amb Isabel I de Castella (muller) (1474-1504) | Succeït per: Joana I de Castella "la Boja" (filla)           |
| — Territori conquerit: — Conquesta de Navarra (1512) — Destronat — Caterina I de Navarra | Rei de Navarra (Llista de reis de Navarra) (1512-1516) | Succeït per: Joana I de Castella "la Boja" (filla)           |
| — Territori conquerit: — Conquesta de Nàpols (1501-1504) — Destronat — Lluís XII de França | Rei de Nàpols (Llista de reis de Nàpols) Regne de Jerusalem, Regne de Nàpols (1504-1516) | Succeït per: Joana I "la Boja" (filla)                       |
| — Territori conquerit: — Descobriment d'Amèrica (1492) — Destronat — Pobles indígenes d'Amèrica | Senyor de les Índies del mar Oceà (1492-1516) | Succeït per: Joana I "la Boja" (filla)                       |
| Precedit per: Joan II d'Aragó "el Sense Fe" | Rei d'Aragó (Llista de reis d'Aragó) - Corona d'Aragó - Regne d'Aragó, Regne de València, Regne de Mallorca, Regne de Sardenya i Còrsega, Principat de Catalunya, Ducat d'Atenes i Neopàtria, Comtats de Rosselló i Cerdanya, Marquesat d'Oristà i Gociano (1479-1516) | Succeït per: Joana I "la Boja" (filla)                       |
| Precedit per: Joan II d'Aragó "el Sense Fe" | Rei de les dues Sicília - Corona de Sicília - Regne de Sicília, Ducat de la Pulla i Calàbria (1468-1516) | Succeït per: Joana I "la Boja" (filla)                       |
| Títols d'hereu | |                                                              |
| Precedit per: Joan II d'Aragó "el Sense Fe" (pare) | Príncep de Girona (1461-1479) | Succeït per: Infant Joan d'Aragó (mort prematurament) (1497) |
| Precedit per: Joan II d'Aragó "el Sense Fe" (pare) | Duc de Montblanc (Llista de ducs de Montblanc) (1458-1479) | Succeït per: Infant Joan d'Aragó (mort prematurament) (1497) |
| Precedit per: Joan II d'Aragó "el Sense Fe" (pare) | Senyor de Balaguer (1458-1479) | Succeït per: Infant Joan d'Aragó (mort prematurament) (1497) |
| Precedit per: Joan II d'Aragó "el Sense Fe" (pare) | Comte de Ribagorça (Llista de comtes de Ribagorça) (1458-1469) | Succeït per: Alfons VI de Ribagorça (fill il·legítim)        |